# Estación de Zafra Feria
Zafra Feria es un apeadero ferroviario situado en la ciudad española de Zafra, en la provincia de Badajoz, comunidad autónoma de Extremadura. Cuenta con servicios de media distancia operados por Renfe.

## Situación ferroviaria
Se encuentra en la línea férrea de ancho ibérico que une Mérida con Los Rosales, pk 63,8 a 537 metros de altitud, entre las estaciones de Los Santos de Maimona y de Zafra. El tramo es de vía única y está sin electrificar.

## La estación
Su construcción es reciente, ya que data del año 2007, tras su suscribirse un convenio entre la Junta de Extremadura, el Ministerio de Fomento y Adif para mejorar y potenciar el tramo Zafra-Mérida. Dentro de esas mejoras, se construyó este apeadero para dar servicio al recinto ferial donde se celebra la centenaria Feria Internacional Ganadera de Zafra. Las infraestructuras son sencillas y se limitan a un refugio y el andén lateral de 200 metros de longitud al que accede la vía principal. Dispone de un aparcamiento con varias plazas cubiertas. 

## Servicios ferroviarios

### Media Distancia
Un tren MD permite conexiones directas con Madrid y Sevilla, pudiendo alcanzar destinos intermedios como Mérida, Cáceres, Plasencia, Talavera de la Reina o Leganés. El servicio se limita a un tren diario por sentido. Los fines de semana, una rama de este tren se separa en Zafra con destino Huelva. 
| Línea MD | Trenes | Origen/Destino          |  | Destino/Origen             |
| -------- | ------ | ----------------------- |  | -------------------------- |
|          | MD     | Madrid-Atocha Cercanías |  | Huelva Sevilla-Santa Justa |